# Menace sur Kermadec
Pour plus de détails, voir Fiche technique et Distribution.
Menace sur Kermadec est un téléfilm franco-belge réalisé par Bruno Garcia d'après un scénario de Tigran Rosine et Florent Meyer,,, et diffusé pour la première fois en Belgique le 23 janvier 2022 sur La Une, en Suisse le 28 janvier 2022 sur RTS Un et en France le 4 février 2022 sur France 2.
Produite par Gérard Pont, Léonor Grandsire et Chloé Besomi, cette fiction est une coproduction de Morgane Production, France Télévisions, AT-Production et la RTBF (télévision belge), avec la participation de la Radio télévision suisse (RTS) et le soutien de Bretagne Cinéma,,.

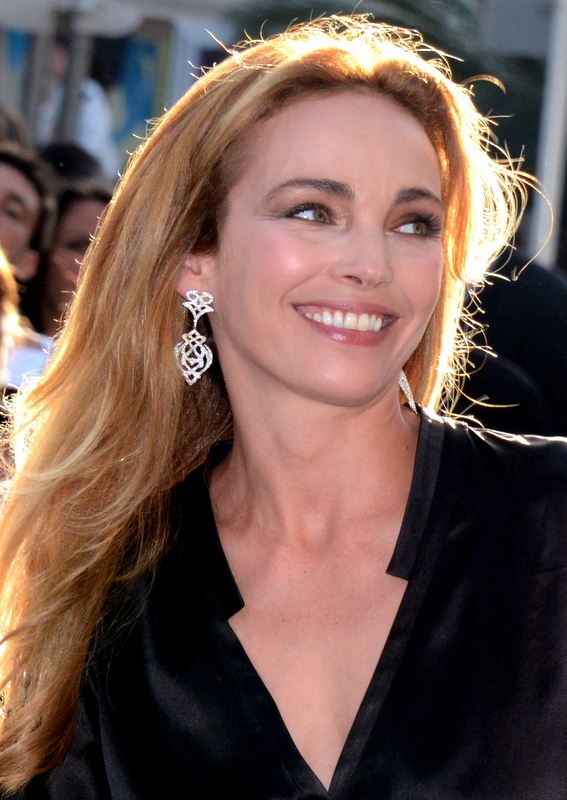
Claire Keim.

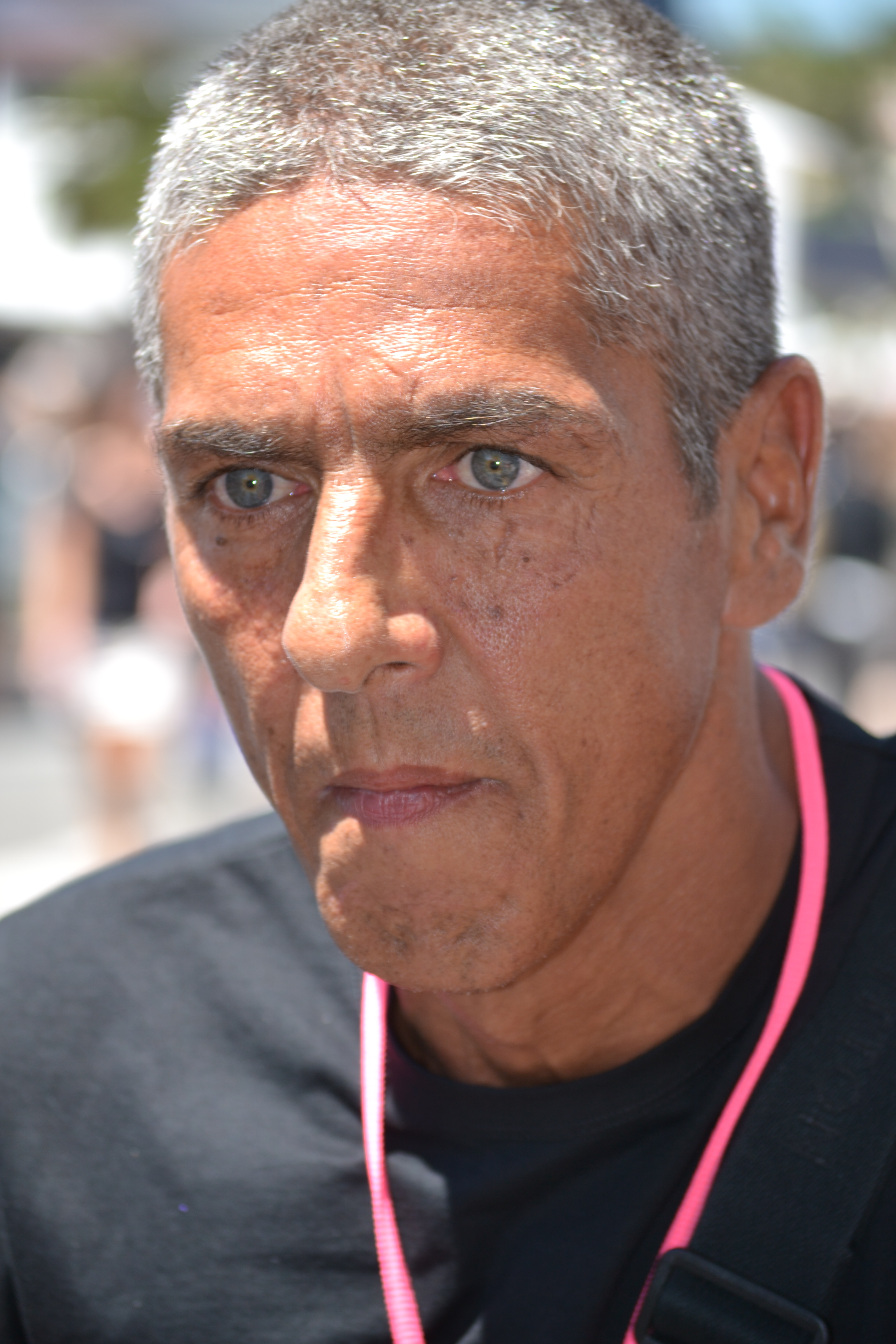
Samy Naceri.

## Synopsis
La capitaine de gendarmerie Marie Bréguet est en poste à Kermadec, un petit village de pêcheurs situé en Bretagne où il ne se passe jamais rien,,,.
Elle est en attente d'une mutation à Paris lorsque, soudain, le village est secoué par le double meurtre de l'instituteur François Rollin et de son épouse, employée de la mairie,,,.
Dès le début de l'enquête, Marie, qui vit avec sa fille Lili, a son attention attirée par Franck Servigne, installé depuis peu dans le village avec sa fille Nadia.

## Fiche technique
- Titre français : Menace sur Kermadec (le titre initial était Une aventure à Kertanguy[7])
- Genre : Policier, comédie romantique[2],[8]
- Production : Gérard Pont, Gérard Lacroix et Sylvain Plantard
- Productrices exécutives : Léonor Grandsire, Chloé Besomi
- Sociétés de production : Morgane Production, France Télévisions, AT-Production et RTBF[3],[9]
- Réalisation : Bruno Garcia[3],[2],[4],[9],[5],[10]
- Chef opérateur : Samuel Dravet
- Premier assistant réalisateur : Alexandre Talmon
- Scénario : Tigran Rosine et Florent Meyer d'après une idée originale de Laure Mentzel, Virginie J. Perez et Nathalie Hugon[1],[3],[11]
- Compositeur : Fabien Cahen[12]
- Décors : Antoine Maron
- Costumes : Tamara Faniot
- Directeur de la photographie : Samuel Dravet
- Son : Jean-Marie Blondel
- Montage : Alexandre Landreau
- Maquillage : Lise Gaillaguet
- Pays de production :  France /  Belgique
- Langue originale : français
- Format : couleur
- Durée : 90 minutes[1],[4]
- Dates de première diffusion :
  - Belgique : le 23 janvier 2022 sur La Une[13]
  - Suisse : le 28 janvier 2022 sur RTS Un
  - France : le 4 février 2022 sur France 2[2],[14],[7]

## Distribution
- Claire Keim : capitaine de gendarmerie Marie Bréguet
- David Kammenos : commandant de police (BRB) Franck Servigne
- Samy Naceri : Sauveur
- Axel Mandron : Yassine Dijelli
- Lilea Le Borgne : Lili Bréguet
- Maya Rose Binard : Nadia Kacem
- Evan Naroditzky : Wilson
- Johnny Montreuil : Benjamin
- Romain Benn : Zack Ribber
- Marine Arlen : Noémie
- Eddy Frogeais : François Rollin
- Shady Fat Kats : groupe de rock
- Gaëtan Roussel : Boss BRB

## Production

### Attribution des rôles
C'est la chanteuse Nolwenn Leroy qui devait jouer le rôle principal. Mais elle a renoncé juste avant le début du tournage pour se consacrer à la sortie de son nouvel album. Le 18 août 2021, soit moins de 3 semaines avant le début du tournage, les annonces de recherche de figurants mentionnaient toujours son nom,.
L'actrice principale Claire Keim a immédiatement accepté de participer au film : « Le film, dès la lecture du scénario, m'a paru plaisant et léger, moi qui sortais d'un tournage plutôt anxiogène. Il m'a été proposé au bon moment, car j'avais besoin de ça ».
Elle précise : « J'ai été très gâtée ces derniers temps, avec des rôles très différents, certains très sombres, très difficiles comme cette femme transplantée du cœur qui se retrouve embarquée dans une procédure d'adoption particulière, ou encore cette capitaine de police tourmentée qui part sur des enquêtes assez glauques. Je pensais alors prendre un peu de repos et Kermadec est arrivé. Je trouvais ça chouette mais j'avais besoin de me ressourcer, pour que revienne le désir de jouer. Puis j'ai parlé au metteur en scène et là, c'est reparti… L'envie, la Bretagne, l'enquête, la rencontre avec David Kammenos, les ados qui jouent si bien. Et je n'ai vraiment pas regretté. »
Dans le magazine Télé Star en kiosque le 24 janvier, elle précise à propos de Samy Naceri : « Nous étions très proches avec Samy. On s'était rencontrés en 1994, grâce à une collection diffusée sur Arte intitulée Tous les garçons et les filles de leur âge. Dès que j'ai vu Samy, j'ai su que ce serait une star. Puis nous nous sommes rapprochés à l'époque de Taxi alors que j'étais l'amie de Frédéric Diefenthal. Avec Marie, l'amie de Samy, Fred et moi, nous formions une sorte de quatuor. On était tout le temps collés ! La vie a fait que nous nous sommes un peu perdus. Je crois qu'il a vécu des moments pas très marrants. Mais quand nous nous sommes retrouvés sur le tournage, il n'avait pas bougé d'un iota ! Malgré deux ou trois cheveux blancs, il avait le même feu, la même passion. C'est hallucinant ! »

### Tournage
Le tournage se déroule du 6 septembre au 1er octobre 2021 dans le Morbihan en Bretagne,,,,,.
L'équipe de tournage a filmé des scènes à Port-Bara, à Port-Rhu, à l'école nationale de voile à Saint-Pierre-Quiberon, dans des discothèques de Carnac, dans le port et les rues de Locmariaquer, à La-Trinité-sur-Mer et à la Pointe du Blair à Baden, avec la participation de comédiens, figurants, techniciens et prestataires bretons,,. 
Claire Keim souligne que « Le tournage est plein d'émotions, l'ambiance est excellente et les acteurs peuvent jouir d'une grande liberté. Tout vient du réalisateur : c'est lui qui donne le la ».
Dans Le Parisien, le producteur Gérard Pont, de Morgane Production, explique à la suite du succès rencontré : « Claire Keim a apporté beaucoup de choses, c'est une excellente comédienne, mais elle a aussi diverti l'équipe en faisant le pitre entre les prises, je crois que tout le monde était léger et joyeux sur ce tournage, ça se ressent à l'écran ».

## Accueil

### Diffusions et audience
En Belgique, le téléfilm, diffusé le 23 janvier 2022 sur la Une, est regardé par 352 134 téléspectateurs pour 28% de PDA.
En France, le téléfilm, diffusé le 4 février 2022 sur France 2, est un « énorme carton » réunissant près de 6,3 millions de téléspectateurs en moyenne et 31% de PDA selon Médiamétrie, « un score impressionnant qui relègue la concurrence très loin derrière avec 2,6 millions de téléspectateurs en moyenne (12,8% de PDA) sur TF1 pour Ninja Warrior et 1,4 million de téléspectateurs en moyenne (7,2% de PDA) sur M6 avec Patron incognito »,.
Face au succès rencontré se pose la question d'une suite. À la question « La fin est très ouverte. Se pourrait-il qu'il s'agisse d'un pilote ? » de TV Magazine, Claire Keim répond : « Moi j'y retourne quand ils veulent. David Kammenos et moi avons des amis communs. On espérait tourner ensemble depuis longtemps. On s'est extrêmement bien entendus. Je le trouve à la fois humble, drôle et mystérieux. L'ambiance était géniale. J'adorerais ! ». À propos d'une suite éventuelle, le producteur Gérard Pont précise au Le Parisien : « Si les auteurs, les comédiens et surtout l'équipe de France Télévisions y sont favorables, je suis évidemment prêt ». Anne Holmes, la directrice de la fiction de France Télévisions, précise dans le même quotidien : « J'envisageais un petit succès, et là nous avons eu un grand triomphe ». Elle répond à propos d'une suite : « Il y a des téléfilms déclinables en série et d'autres qui ne le sont pas. Ce succès est tout frais, c'est un petit peu tôt encore, on va réfléchir. Mais je ne ferme aucune porte… ».

### Accueil critique
Pour Émilien Hofman, du magazine hebdomadaire belge Moustique, « Ce téléfilm policier a des saveurs très proches de celles de la série Meurtre à… , à savoir le crime de départ, des histoires romantiques et de nombreuses belles images filmées au drone ».
Pour la RTBF (télévision belge) « Comme un pied de nez à la traditionnelle grisaille des téléfilms policiers, c'est dans un décor ensoleillé que se déroule cette histoire écrite par Florent Meyer et Tigran Rosine. Dans un scénario teinté d'humour et de légèreté se rencontrent deux personnages antagonistes : la pétillante gendarme Marie et le nouvel arrivant bourru Franck. Un duo qui promet de belles étincelles… ».
En France, Le Parisien donne 3,5 étoiles sur 5 au téléfilm, Télé 7 jours voit dans ce téléfilm « un thriller au scénario qui balance entre roman de série noire et comédie policière portée par un duo de choc et de charme », Télé Loisirs y voit « une enquête policière prenante servie par des comédiens convaincants » et Télé Cable Sat donne deux étoiles à « ce téléfilm qui tient la route et réserve quelques surprises malgré quelques facilités scénaristiques ».
Le Télé Magazine n°3455 concernant les programmes du 29 janvier au 4 février 2022 affiche Claire Keim en couverture sous le titre « Dans la peau d'une enquêtrice de choc ! » et indique à propos du téléfilm « coup de cœur » : « Porté par un excellent casting, un polar bien maîtrisé ».

### Distinctions

#### Récompenses
- 30e Trophées du Film français : le 7 février 2023, le téléfilm Menace sur Kermadec reçoit le trophée de la fiction unitaire[24].